# Goodbye & Good Riddance
Goodbye & Good Riddance è il primo album in studio del rapper statunitense Juice Wrld, pubblicato il 23 maggio 2018.

## Accoglienza
| Recensione | Giudizio |
| ---------- | -------- |
| HipHopDx   |          |
| Pitchfork  | 6,4/10   |

Goodbye & Good Riddance ha ricevuto recensioni nella media da parte della critica specializzata. Jay Balfour di Pitchfork ha descritto il progetto come «un disco di rotture adolescenziali ugualmente accattivante e gratificante», elogiandone il sound. Bryan Hahn di HipHopDX ha criticato i testi del disco, considerandoli «un insieme di tracce che permettono la scoperta dell'io attraverso la discussione delle dipendenze». In seguito, ha aggiunto che Juice ha del potenziale per crescere come artista, dicendo che «il miglior potenziale di scrittura deve ancora venire».

## Tracce
1. Intro – 1:14
2. All Girls Are the Same – 2:45
3. Lucid Dreams – 3:59
4. Wasted (feat. Lil Uzi Vert) – 4:18
5. Armed and Dangerous – 2:49
6. Black & White – 3:06
7. Lean wit Me – 2:55
8. I'll Be Fine – 4:04
9. Used To – 2:56
10. Candles – 3:03
11. Scared of Love – 2:50
12. Hurt Me – 2:02
13. I'm Still – 3:12
14. End of the Road – 2:42
15. Long Gone – 3:07
16. Betrayal (Skit) – 1:04
17. Karma (Skit) – 1:14

Anniversary Edition
1. Intro – 1:14
2. 734 – 3:16
3. All Girls Are the Same – 2:45
4. Lucid Dreams (feat. Lil Uzi Vert) (Remix) – 4:00
5. Lean wit Me – 2:55
6. Wasted (feat. Lil Uzi Vert) – 4:18
7. I'm Still – 3:12
8. Betrayal (Skit) – 1:04
9. Candles – 3:03
10. Scared of Love – 2:50
11. Used To – 2:56
12. Karma (Skit) – 1:14
13. Hurt Me – 2:02
14. Black & White – 3:06
15. Long Gone – 3:07
16. End of the Road – 2:42
17. I'll Be Fine – 4:04
18. Lucid Dreams – 3:59

## Classifiche
| Classifica (2021) | Posizione massima |
| ----------------- | ----------------- |
| Australia         | 17                |